# Кукуречани
Кукуречани (мкд. Кукуречани) су насеље у Северној Македонији, у јужном делу државе. Кукуречани припадају општини Битољ.
Кукуречани су до 2004. године били седиште истоимене општине, која је потом припојена општини Битољ.

## Географија
Насеље Кукуречани је смештено у јужном делу Северне Македоније. Од најближег већег града, Битоља, насеље је удаљено 8 km северно.
Кукуречани се налазе у западном делу Пелагоније, највеће висоравни Северне Македоније. Насељски атар је на североистоку равничарски, док се на југозападу издиже Облаковска планина. Северно од села тече речица Шемница. Надморска висина насеља је приближно 600 метара.
Клима у насељу је умереноконтинентална.

## Становништво
Кукуречани су према последњем попису из 2021. године имали 784 становника.
| Национални састав према попису из 2021.‍ | Национални састав према попису из 2021.‍ | Национални састав према попису из 2021.‍ | Национални састав према попису из 2021.‍ | Национални састав према попису из 2021.‍ |
| --------------------------------------- | --------------------------------------- | --------------------------------------- | --------------------------------------- | --------------------------------------- |
|                                         |                                         |                                         |                                         |                                         |
| Македонци                               | Македонци                               |                                         | 730                                     | 93,1%                                   |
| Роми                                    | Роми                                    |                                         | 15                                      | 1,9%                                    |
| непописани                              | непописани                              |                                         | 33                                      | 4,2%                                    |

Већинска вероисповест био је православље.